# Le Duel d'Hamlet
Le Duel d'Hamlet és una pel·lícula francesa muda en blanc i negre dirigida per Clément Maurice, estrenada el 1900. Fou exhibida per primer cop a l'Exposició Universal de París (1900).

## Sinopsi
La pel·lícula presenta el duel entre Hamlet i Laertes (Acte V de Hamlet)).

## Producció
Després del rodatge, es va fer un enregistrament d'àudio en un cilindre (enregistrament postsincronització ara perdut) corresponent a l'escena; després es va reproduir en sincronia amb la pel·lícula, durant les representacions.

## Repartiment
- Sarah Bernhardt: Hamlet
- Pierre Magnier: Laërte
- Suzanne Seylor: un page